# くずは・男山循環コミュニティバス

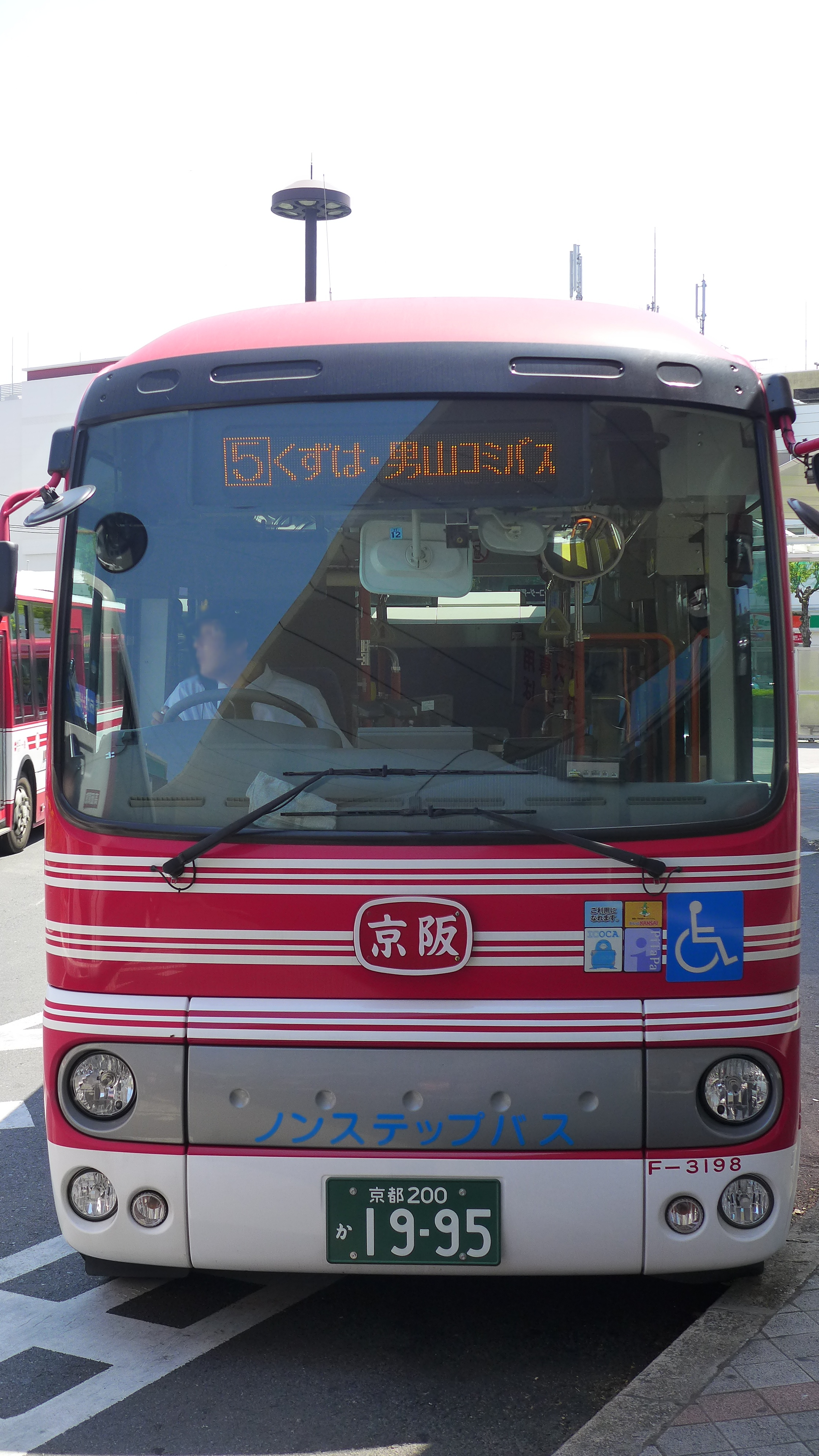
2008年12月以降使用されている日野・ポンチョ（2代目）。BDG-HX6JLAE (2008年式）京阪バス男山営業所所属、F-3198

くずは・男山循環コミュニティバス（くずは・おとこやまじゅんかんコミュニティバス）は、京阪宇治交通が「バスビィ」として運行を開始したコミュニティバスであり、現在は京阪宇治交通と合併した京阪バスが運行を継承している。京阪バス男山営業所の管轄である。
路線名は「くずは線・くずは男山団地循環線」（京阪バス合併後。京阪宇治交通時代は「男山団地内（ない）回り」）。その名の通り大阪府枚方市のくずは地区と京都府八幡市の男山団地を結ぶ形で路線が設定されている。
2024年11月現在、京阪バスウェブサイトでは本系統を「コミュニティバス」としては扱っていない。

## 概要
旧・京阪宇治交通の路線を含めた京阪バスの中では最も古いコミュニティバスである。
前名称の「バスビィ」は、京阪宇治交通の内部でさまざまなシーンで用いられており、この時期に「バスビィ介護サービス」の事業が開始されている。また、「地ビール・バスビィ（スタウト・アルト・ピルスナー）」など、京阪宇治交通が多角化を目指した事業名に名づけられていた（現在はいずれもサービス自体が消滅し運営主体の京阪宇治交サービスも会社を解散している）。
このバスの運行経路が狭隘部を通過するとはいえ、最寄の停留所より半径300mも離れていない場所を通過することから、高齢者のバス利用に関する実証実験として開設されている。
路線の設定に際しては、地元住民の他にも当時大阪工業大学教授であった松村暢彦（現・愛媛大学大学院教授）らの意見や提案なども取り入れられた。この内の一つが「利便性の確保と高齢者対策の観点から、団地内の停留所間隔を100mごとにする」という提案であった。このため318棟前→男山商店街西間は概ね100m間隔で停留所を設置した。このため、住民参加型路線に近い事例でもある。
経路番号は当初より5系統（現在の男山5号経路）である。2003年春頃に「バスビィ」から現在の名称に変更される際に、101棟前停留所からあさひ停留所間の経路（開設当初は「101棟前→しで原→くすのき小学校→あさひ」であった）が変更された。
2003年頃に国土交通省より「導入効果の見られたコミュニティバス」にリストアップされた（参考文献より）。

## 運賃・乗車券類
運賃は均一運賃制で、大人230円・小児120円（大阪地区1区）。
スルッとKANSAIのプリペイドカード・京阪グループ共通バスカード・京阪バス1dayチケットなど、他の一般路線と同じ乗車カードが利用できる。2008年10月1日よりPiTaPaの使用が可能となった。

## 路線
- （男山5号経路）　樟葉駅→公園前→金振東→101棟前→面取町→朝日一丁目→樟葉駅

## 車両

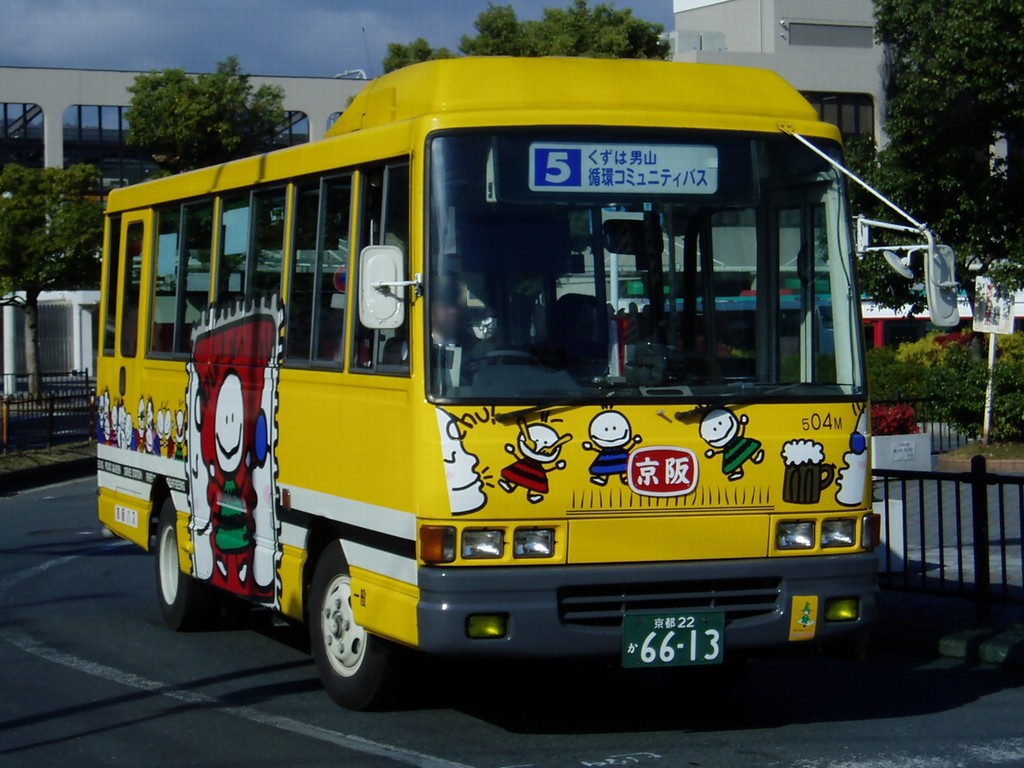
くずは男山循環コミュニティバスに使用されていた初代車両の504M号車（2008年12月中旬に運用離脱の上廃車。その後岩手県の大槌地域振興に譲渡されている）

運行開始当初は男山営業所に配備され、「バスビィ」として開設された当初から使用されている日野・レインボーRBの2台と、当時の京阪宇治交サービス宇治営業所から移籍した日産ディーゼル・RNの1台で運用され、稀にくずは丘コミュニティバスで運用されている三菱エアロミディMJノンステップが充当されることがあった。かつては、レインボーRBがもう1台予備車となっていたが、後にコミュニティバスやわたの予備車となっていたが、同路線が京都京阪バスに移管されたことで廃車となった。
これらの車両が大阪府の自動車排出ガス規制（流入車規制条例）に抵触することとなったため、2008年12月中旬に新造の日野・ポンチョへと置き換えを行った（タウンくると同一仕様）。同時に全車「くずは丘コミュニティバス」と共通使用となった。このため三菱ふそう・エアロミディMJも運用されている（それ以前にも代走で充当されたこともあった）。いずれの車両もノンステップバスである。
かつて使用されていたレインボーRBの2台については、黄色地にオリジナルキャラクターの描かれているラッピングが施されていたが、これは「地ビール・バスビィ」を販売していた「ガーデンズ天ヶ瀬」という施設の宣伝のためのものであった（現在はその施設については閉鎖されている）。